# Бенерешть
Бенерешть, Бенерешті (рум. Bănărești) — село у повіті Арджеш в Румунії. Входить до складу комуни Сепата.
Село розташоване на відстані 110 км на захід від Бухареста, 16 км на південний захід від Пітешть, 87 км на північний схід від Крайови, 122 км на південний захід від Брашова.

## Населення
За даними перепису населення 2002 року у селі проживали 495 осіб, усі — румуни. Усі жителі села рідною мовою назвали румунську.